# Mayathammana Muchadi, Shikarpur
Mayathammana Muchadi là một làng thuộc tehsil Shikarpur, huyện Shimoga, bang Karnataka, Ấn Độ.